# Prunus shikokuensis
Prunus shikokuensis är en rosväxtart som först beskrevs av T. Moriya, och fick sitt nu gällande namn av Hideo Kubota. Prunus shikokuensis ingår i släktet prunusar, och familjen rosväxter. Inga underarter finns listade i Catalogue of Life.